# 매미성
매미성은 경상남도 거제시 장목면 대금리 해변가에 있는 장벽이자 관광지이다. 

## 개요
2003년 태풍 매미가 거제도에 상륙했을 당시 영덕군 출신으로 거제도 조선소 연구원으로 거제에서 수십년간 일해온 백순삼씨가 텃밭에 큰 피해를 입은 것을 보고 방풍 목적을 위해 설계없이 흙과 돌로 쌓은 방벽이었으나 외관의 모습이 마치 성곽과도 비슷해보인다는 반응이 많으면서 거제도의 관광지가 되었다. 매미성이라는 이름은 태풍 매미를 본따서 지어졌다. 
외관은 흙과 돌 그리고 시멘트로 축조하여 태풍에도 견딜 수 있도록 지어졌고 유럽의 중세 성의 모양과도 같아서 관광객들이 이 곳에 찾아오고 있다. 
놀랍게도 이 매미성은 본래 방풍 목적으로 만들어져서 설계나 감리없이 만들어지게 되었지만 결과적으로 성곽의 모습을 본따 지어지게 되어서 거제도의 명소가 되었다.

## 특징
특별한 장비없이 흙과 돌로 쌓아 만들어졌으며 임의적 계획이나 설계없이 태풍 방풍을 목적으로 만들어졌기 때문에 외관이 성의 모습을 본따게 되면서 매미성이라는 이름이 붙어졌다.